# Georg Schuster-Woldan
Georg Wolfgang Eberhard Schuster-Woldan, född den 7 december 1864 i Nimptsch i Schlesien, död den 31 mars 1933 i Sankt Georgen, var en tysk målare. Han var son till Heinrich Schuster-Woldan och bror till Raffael Schuster-Woldan.
Schuster-Woldan målade med förkärlek fantasi- och sagobilder. Råttfångaren, Ekkehard, Heliga tre konungars afton, Den helige Nikolaus och Jesusbarnet samt Havsfrun representerar honom i Nya pinakoteket i München.